# Allan C. Weisbecker
Allan C. Weisbecker (* 1948 in Montauk; † vor oder am 9. Oktober 2023) war ein US-amerikanischer Schriftsteller, Drehbuchautor und Surfer/Wellenreiter.

## Leben
Allan C. Weisbecker war Autor der Bücher Cosmic Banditos (1986), Auf der Suche nach Captain Zero (2001) sowie Can’t You Get Along with Anyone? (2006). Das Leben des Autors war vom Surfen geprägt. Er galt als Pionier jener Surfer, die in den 1960er Jahren als Erste an der Ostküste der Vereinigten Staaten surften. Später finanzierte sich Allan Weisbecker seinen Lebensstil durch Marihuana-Schmuggel. Als er sein Talent zum Schreiben entdeckte, zog es ihn nach Hollywood, wo er als Drehbuchautor, unter anderem für Serien wie Miami Vice und Crime Story, tätig war. Doch auch das gab er nach einigen Jahren auf; er nahm sich eine längere Auszeit und reiste nach Mexiko und Zentralamerika, um einerseits einen langjährigen Freund zu suchen, andererseits sich komplett dem Surfen widmen zu können. Danach lebte Allan Weisbecker wieder in Montauk, Long Island.
Er starb im Oktober 2023.

## Werk
Allan C. Weisbeckers Bücher zeichnen sich durch ihre autobiographischen Züge aus. Sein erstes Werk, Cosmic Banditos aus dem Jahr 1981, erzählt von einem amerikanischen Drogenschmuggler, der vor der Polizei in den kolumbianischen Dschungel flüchtet. Weisbecker, selbst jahrelang Marihuana-Schmuggler, nannte das Buch semi-autobiographisch. Sein zweiter Roman aus dem Jahr 2001, Auf der Suche nach Captain Zero, erzählt von seiner Reise quer durch den amerikanischen Kontinent nach Südamerika, um einen verschollen geglaubten langjährigen Freund wiederzufinden. 2006 erschien Can’t You Get Along with Anyone?; das Buch erzählt von Weisbeckers langjähriger Beziehung zu seiner ehemaligen Freundin Lisa. John Cusack wie auch Sean Penn besitzen die Filmrechte an Weisbeckers ersten zwei Büchern.

## Werke
- Cosmic Banditos (1986; lt. Weisbeckers Webseite 1981)
- Auf der Suche nach Captain Zero (2001)
- Can’t You Get Along with Anyone? (2006)